# 加茂町齋野谷
加茂町齋野谷（かもちょうさいのたに）は岡山県津山市にある地名。郵便番号は709-3904。

## 地理
加茂町塔中の西隣に位置する。齋野谷の表記は岡山県道336号倉見斉の谷線に見られるような簡易表記が固定されているものもあったり、斎野谷、斉野谷などの簡易な表記で代用される場合もある。

## 歴史

### 沿革
- 1889年6月1日 - 町村制施行に伴い、東北条郡齋野谷村が宇野村、倉見村、黒木村、小中原村、塔中村、戸賀村、原口村と合併し、加茂村となる。齋野谷村は大字齋野谷となる。
- 1900年4月1日 - 東北条郡が東南条郡、西西条郡、西北条郡と合併し、苫田郡となる。
- 1924年7月1日 - 苫田郡加茂村が町制、加茂町となる。
- 1942年5月27日 - 加茂町が西加茂村、東加茂村と合併し、新たに加茂町となる。
- 1951年1月1日 - 加茂町から旧・加茂町が分離、新加茂町となる。旧・西加茂村、旧・東加茂村の範囲が加茂町として残る。
- 1954年4月1日 - 苫田郡加茂町、新加茂町、上加茂村が合併、新たに加茂町となる。
- 2005年2月28日 - 加茂町が苫田郡阿波村、勝田郡勝北町、久米郡久米町とともに津山市に編入され、加茂町域の大字にはそれぞれ前に加茂町が付き、大字の文字表記を削除、大字齋野谷は加茂町齋野谷となった。

## 世帯数と人口
2021年（令和3年）1月1日現在の世帯数と人口は以下の通りである。
| 町丁         | 世帯数 | 人口 |
| ------------ | ------ | ---- |
| 加茂町齋野谷 | 37世帯 | 88人 |

## 小・中学校の学区
市立小・中学校に通う場合、学区は以下の通りとなる。
| 番地 | 小学校             | 中学校             |
| ---- | ------------------ | ------------------ |
| 全域 | 津山市立加茂小学校 | 津山市立加茂中学校 |

## 交通

### 道路
- 岡山県道75号加茂奥津線
- 岡山県道336号倉見斉の谷線

## 施設
- 齋野谷公会堂
- 寶蔵寺